# Selbsthilfekontaktstelle
Eine Selbsthilfekontaktstelle ist eine eigenständige lokale Facheinrichtung, die Selbsthilfeaktivitäten durch kostenlose Dienstleistungen unterstützt und stabilisiert. Sie arbeitet themen- und indikationsübergreifend zu allen Themen der Gruppenselbsthilfe.

## Aufgaben einer Selbsthilfekontaktstelle
Die wesentlichen Aufgaben einer Selbsthilfekontaktstelle umfassen
- die Beratung und Vermittlung von Interessierten,
- Hilfestellung bei Gründung von neuen Selbsthilfegruppen,
- technische und organisatorische Unterstützung von bestehenden Gruppen,
- Öffentlichkeitsarbeit für die Selbsthilfe sowie für bestehende Gruppen,
- Vernetzungsarbeit und Kooperation mit anderen Unterstützungseinrichtungen im Sozial- und Gesundheitswesen.[3]

## Geschichte
Die erste Selbsthilfekontaktstelle wurde 1977 in Gießen im Zuge des Forschungsprojekts „Psychologisch-therapeutische Selbsthilfegruppen“ im Rahmen der Psychiatrie-Enquête gegründet. Es folgten bald weitere in Großstädte wie Frankfurt a. M. 1980, Hamburg 1981 und Berlin 1983. Ab 1984 nahm in Berlin die Nationale Kontakt- und Informationsstelle zur Anregung und Unterstützung von Selbsthilfegruppen (NAKOS) als bundesweite Informations- und Anlaufstelle ihre Arbeit auf.
Durch das Bundesmodellprogramm „Informations- und Unterstützungsstellen für Selbsthilfegruppen“ von 1987 bis 1991, vom damaligen Bundesministerium für Familie und Senioren, wurde die Verbreitung von Selbsthilfekontaktstellen maßgeblich befördert. Die wissenschaftliche Auswertung dieses Programms durch das Institut für sozialwissenschaftliche Analysen und Beratung (ISAB) stellte fest, dass durch die Unterstützung von Selbsthilfekontaktstellen ein eindeutiges Wachstum der Gruppen- und der Beteiligungszahlen engagierten Bürger zu verzeichnen waren. Ein vergleichbares Modellprojekt fand in den neuen Bundesländern unter dem Titel „Förderung der sozialen Selbsthilfe“ von 1992 bis 1996 statt.

## Träger
Träger von Selbsthilfekontaktstellen sind zumeist Wohlfahrtsverbände, die Kommune oder eigenständige Vereine. Da sich die Trägerstruktur aber von Bundesland zu Bundesland unterschiedlich entwickelt hat, finden sich in einigen Bundesländern auch AOKn, Gesundheitsämter und Volkshochschulen unter den Trägern.

## Förderung
Die finanzielle Förderung der Selbsthilfekontaktstellen findet häufig als Mischfinanzierung statt. Beteiligt daran sind neben den Trägern und Kommunen auch die gesetzlichen Krankenkassen, die nach § 20h SGB V neben gesundheitsbezogenen Selbsthilfegruppen und -organisationen auch explizit Selbsthilfekontaktstellen fördern. 2015 lag die Fördersumme der Krankenkassen für die Kontaktstellen bundesweit bei 7,5 Millionen Euro.
Des Weiteren sind die Bundesländer an der Förderung beteiligt. 2013 lag das Gesamtvolumen der Länder für die Selbsthilfeförderung bei 17,8 Millionen Euro. Jedoch unterstützten zu diesem Zeitpunkt nur 12 der Bundesländer direkt Selbsthilfekontaktstellen als professionelle Unterstützungseinrichtung.

## Verbreitung in Deutschland
Es gibt in Deutschland 300 Selbsthilfekontaktstellen mit 46 Außenstellen. Damit ergibt sich ein Angebot von bundesweit 346 örtlichen Selbsthilfeunterstützungseinrichtungen. Die Zahl der von Selbsthilfekontaktstellen unterstützen Selbsthilfegruppen liegt bundesweit bei rund 38.000, wobei die Anzahl der unterstützten Gruppen pro Kontaktstelle je nach Einzugsgebiet zwischen 18 und 842 variiert. In den Stadtstaaten Berlin und Hamburg sind es bis zu 1.400 Gruppen.